# 550 (число)
550 (П'ятсот п'ятдеся́т) — натуральне число між 549 і 551.

## Математика
- Складене число
- {\displaystyle 550^{2}=302500}
- 550 ділиться на 1, 2, 5, 10, 11, 22, 25, 50, 55, 110, 275
- Сума цифр числа 550 — 10.
- Добуток цифр цього числа — 0.
- П'ятикутне пірамідне число[1].
- Примітивно надлишкове число[en][2].
- Число харшад.
- Конгруентне число.

## Техніка
- Porsche 550 — спортивний автомобіль.
- Ardito (D 550) — італійський міноносець.
- SIG-550 — швейцарський карабін.

## Дати
- 550 рік до н.е.
- 550 рік
- 1550 рік